# Mångfald (matematik)

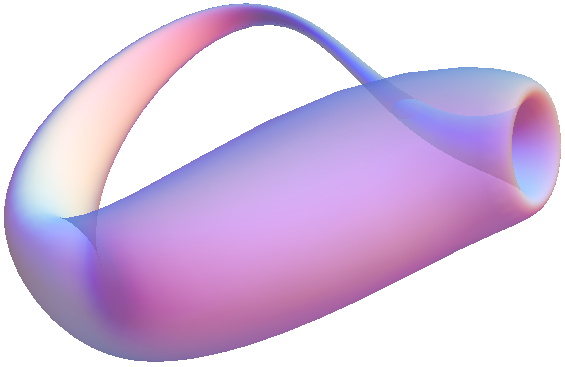
Kleinflaska

En mångfald (engelska begreppet manifold används ibland) är ett topologiskt rum som i och kring varje punkt liknar ett vanligt, n-dimensionellt euklidiskt rum. Några exempel på tvådimensionella mångfalder är planet, cylindern, sfären (ytan på ett klot) och torusen.
Dessa exempel är åskådliga, eftersom vi kan tänka oss föremål av de specificerade formerna. Andra figurer är svårare att föreställa sig, dels för att de kan ha högre dimensioner, dels för att de kan vara, i en matematisk mening, "vikta" på ett sådant sätt att de inte "får plats" i vårt vanliga, tredimensionella rum. Ett exempel härpå är den så kallade Kleinflaskan, som är en tvådimensionell yta. Den är omöjlig att fysiskt tillverka i den tredimensionella rymden, eftersom dess yta alltid skulle komma att skära sig själv. Det betyder att det skulle behövas ett hål i ytan där en annan del av ytan kunde passera. I en fyrdimensionell rymd behövs det inget sådant hål.

## Historia
Begreppet mångfald infördes av Bernhard Riemann 1854, i dennes habilitationsskrift (publicerad först 1868). Riemann använde det tyska ordet "Mannigfaltigkeit" för att beteckna ett abstrakt rum av godtycklig dimensionalitet.

## Definition
Det finns flera olika klasser av mångfalder, som skiljer sig åt ifråga om hur släta de är. De brukar betecknas med Ck, där k är ett heltal ≥ 0 eller oändligheten. Dessutom finns en klass som betecknas Cω, där mångfalderna kallas analytiska.
En mängd M är en Ck-mångfald av dimension n om 
1. det finns öppna mängder Uα ⊆ Rn och injektiva funktioner φα (kallade parametriseringar) som avbildar Uα på en delmängd av M. Denna delmängd definieras till att vara öppen, varvid man har definierat en topologi på mångfalden. Unionen av alla bilder φα(Uα) skall vara precis M.
2. alla överföringsavbildningar φα-1 ° φβ, vilka är avbildningar från Rn till sig självt, är diffeomorfismer, det vill säga homeomorfismer som är deriverbara k gånger, i de områden de är definierade.

För att vara fullständig, bör man också nämna att M ska vara ett Hausdorffrum, vilket löst talat innebär att inga två punkter ligger "för nära" varandra; och att familjen av mängder Uα och parametriseringar φα ska vara maximal, det vill säga beskrivningen av mångfalden ska inkludera alla tänkbara öppna mängder och parametriseringar som är konsistent med övriga. Detta för att två olika beskrivningar av en mångfald alltid ska definiera samma mångfald, (om detta är möjligt).
Speciellt får vi att en C0-mångfald är en mångfald där ovanstående komposition av parametriseringar bara är kontinuerlig och inte deriverbar. Om däremot mångfalden är Ck med 0<k<∞ så är kompositionen deriverbar k gånger, och om k= ∞ så kan den deriveras oändligt många gånger. Specialbeteckningen Cω betyder att mångfalden är analytisk, det vill säga att kompositionsfunktionen ovan kan skrivas som Taylorserier.
Derivatorna till parametriseringarna φα kallas vektorer (eller tangentvektorer), och mängden av alla (partiella) derivator i en punkt p spänner upp ett n-dimensionellt vektorrum, tangentrummet, vilket betecknas TpM. Till en n-dimensionell mångfald finns av naturliga skäl n stycken koordinater, och därmed även n stycken möjliga partiella derivator.

### Exempel
Enhetssfären i det tredimensionella rummet, S2 i R3, som kan beskrivas med hjälp av den implicita ekvationen x2+y2+z2=1, kan beskrivas som en mångfald på följande sätt:
1. Låt U1 = U2 = ... = U6 samtliga vara cirkelskivan x2 + y2 < 1. Den första parametriseringen sker av "övre halvan" av sfären, genom parameterfunktionen φ1(x,y)=(x,y,(1-x2-y2)1/2). Parametrisering nummer två: φ2(x,y)=(x,y,-(1-x2-y2)1/2) ger nedre halvan. Nu har vi gett koordinater åt nästan hela sfären. Det som återstår är ekvatorn. (Notera att mängderna är öppna, så x2 + y2 aldrig blir 1). På samma sätt fås parametriseringar av fram- och baksidorna (sätt rotuttrycket som mittenkoordinat) samt höger och vänstersidorna. Om man sätter ihop dessa 6 mängder, täcks hela sfären. (Om bara fyra av sidorna används saknas två punkter.)
2. Ett annat (ekvivalent) sätt att införa koordinater på den tvådimensionella sfären är att utgå från sfäriska koordinater. Varje koordinatomgivning i det fallet är hela sfären utom en linje som börjar i en punkt och går till dess antipod, det vill säga punkten på andra sidan. Det visar sig då räcka med två koordinatomgivningar för att täcka hela sfären.
3. Ett tredje sätt är den stereografiska projektionen, som ger koordinater för hela sfären utom en punkt för varje omgivning. Det går till som så att man tänker sig sfären placerad med centrum i origo. Från "nordpolen" dras en linje genom en punkt på sfären. Där denna linje skär x-y-planet ges koordinaterna för punkten. Till exempel får "sydpolen" koordinaterna (0,0), då linjen genom nord- och sydpolerna går igenom origo i x-y-planet. Även här räcker det med två koordinatomgivningar.

Intressant är att notera att dessa tre konstruktioner är ekvivalenta, i den meningen att det finns släta funktioner som omvandlar koordinater i en modell till koordinater i en annan modell. Faktum är att samtliga tänkbara sätt att ge koordinater åt S2 ger samma differentierbara struktur, det vill säga ger koordinater som kan bytas genom att bara använda släta funktioner. Detsamma gäller inte för alla sfärer, på den 7-dimensionella finns till exempel 28 olika "grupper" av koordinater, där koordinatbyten inom grupperna ges av släta funktioner, men byten mellan grupperna bara är kontinuerliga. Allt enligt ett resultat av John Milnor.

### Mångfald med rand
I vissa fall vill man kunna beskriva ytor som slutar "plötsligt" med en rand (kant). För att beskriva dessa mångfalder modifieras definitionen ovan så till vida att mängderna Uα är öppna delmängder av R+n, som består av alla element i Rn där xn ≥ 0.

## Geometri
Den kanske enskilt viktigaste egenskapen hos en mångfald är möjligheten att definiera avstånd och vinklar, genom att till mångfalden införa en metrik på varje tangentrum till mångfalden. En metrik är en bilinjär funktion på tangentrummet (som är ett reellt vektorrum). 
- Om metriken är positivt definit (en så kallad Riemannmetrik) så kallas mångfalden Riemannmångfald eller Riemannsk mångfald.
- Om den är indefinit så kallas den pseudo-Riemannsk eller semi-Riemannsk.
  - Speciellt kallas fallet med signatur (n,1) för Lorentzmetriken, och om n=3 så används den i den allmänna relativitetsteorin.

Några andra typer av mångfalder som är av intresse:
- Symplektisk mångfalder
- Komplexa mångfalder och Nästan komplexa mångfalder
- Kählermångfalder och Nästan-Kählermångfalder
- Finslermångfalder
- Liegrupper
- Oändligdimensionella mångfalder